# Riccordia elegans
O esmeralda-de-gould, também conhecido por esmeralda-elegante, ou ainda, esmeralda-de-brace, (nome científico: Riccordia elegans) é uma espécie de ave apodiforme pertencente à família dos troquilídeos, que inclui os beija-flores. Era, até cerca de 2021, um representante do gênero Chlorostilbon, e a partir de setembro deste mesmo ano, um membro de Riccordia, assim como Riccordia bracei. Esta ave está entre as duas espécies reconhecidas a sofrerem com a extinção em massa do Holoceno e com o declínio contemporâneo da biodiversidade, além de estarem entre as quatro espécies de troquilídeos a serem extintas desde sempre. Possivelmente, a partir do que se sabe com a coleção de um espécime único, a espécie habitaria a Jamaica ou, ainda, as Bahamas, porém não existe confirmação.

## Descrição
O esmeralda-de-gould era uma espécie de beija-flor mediana, com bico medindo cerca de 19 milímetros de comprimento, e retrizes estando em torno de 25,5 milímetros. O bico do macho possui coloração negra, sendo médio e retilíneo. A plumagem deste beija-flor é majoritariamente esverdeada-dourada e escura, ao que as coberteiras superiores são mais acobreadas e as ancas possuem um tom mais claro. Sua cauda é caracteristicamente bifurcada. O bico possui a parte inferior da mandíbula rosada.

## Extinção
Pelo fato de não se conhecer nenhum espécime — com exceção do tipo nomenclatural, coletado pelo ornitólogo inglês John Gould, que é inclusive o descritor da espécie —, presume-se que a espécie esteja extinta. Embora não se saibam as possíveis causas para a extinção desta ave, acredita-se que esta seria causada pela diminuição ou esgotamento de recursos disponíveis para alimentação (o que também supõe que a espécie seria submissa aos beija-flores mais territorialistas). Também não se sabe se a espécie se extinguiu anteriormente ou posteriormente à descrição. O seu holótipo, que é um macho adulto, se encontra preservado no Museu de História Natural de Tring. Em 2022, a espécie seria adicionada à lista de táxons duvidosos pela União de Ornitólogos Americana (conhecida em inglês por American Ornithologists' Union).